# Église franciscaine de Salzbourg
L'église franciscaine (en allemand : Franziskanerkirche) est l'une des plus anciennes églises de Salzbourg, en Autriche. Elle est située en face du couvent franciscain dans le centre historique de la ville, site du Patrimoine mondial de l'UNESCO. La première église sur ce site a été érigée au VIIIe siècle. Entre 1408 et 1450, un chœur gothique remplace le chœur roman. Une tour gothique élancée fut ajoutée entre 1468 et 1498. L'église servit d'église paroissiale jusqu'en 1635. Elle fut cédée à l'Ordre franciscain en 1642. Johann Bernhard Fischer von Erlach a redessiné l'intérieur de l'église en style baroque au XVIIIe siècle.

## Histoire
La première église sur ce site a été construite au VIIIe siècle à l'époque de saint Virgile, qui l'utilisait peut-être pour les baptêmes. Un document de 1139 mentionne une église paroissiale à cet endroit. Cette église fut détruite par un incendie en 1167, ainsi que cinq autres églises, dont la cathédrale. Au début du XIIIe siècle (à partir de 1208), la nef centrale fut édifiée en style roman tardif, ce qui en fait l'un des plus anciens édifices de Salzbourg. Elle a été consacrée en 1221.
Entre 1408 et 1450, Hans von Burghausen commença les travaux du chœur gothique rayonnant pour remplacer le chœur roman, que Stefan Krumenauer acheva. Une tour gothique élancée fut ajoutée entre 1468 et 1498. L'église, dédiée à la Vierge Marie, servit d'église paroissiale jusqu'en 1635. En 1670, l'archevêque Max Gandolf de Kuenburg ordonna que le sommet de la tour de l'église soit supprimé car il était plus haut que la tour de la cathédrale. La tour fut restaurée plus tard en 1866 en style néo-gothique. Au XVIIIe siècle, l'intérieur de l'église fut réaménagé en style baroque. Les chapelles du "Rosaire" derrière le maître-autel datent du XVIe siècle.

## Galerie

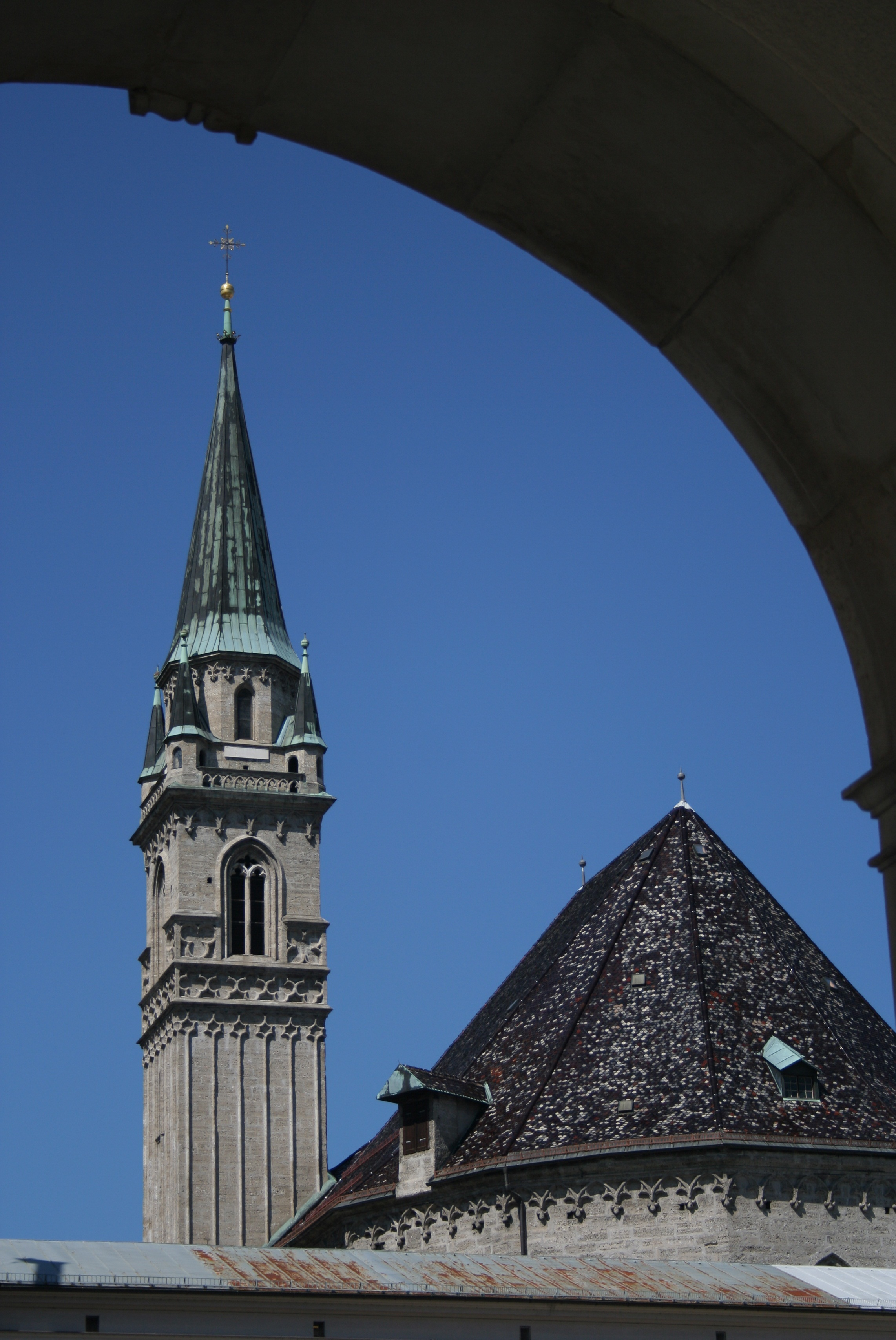
Clocher vu de l'est
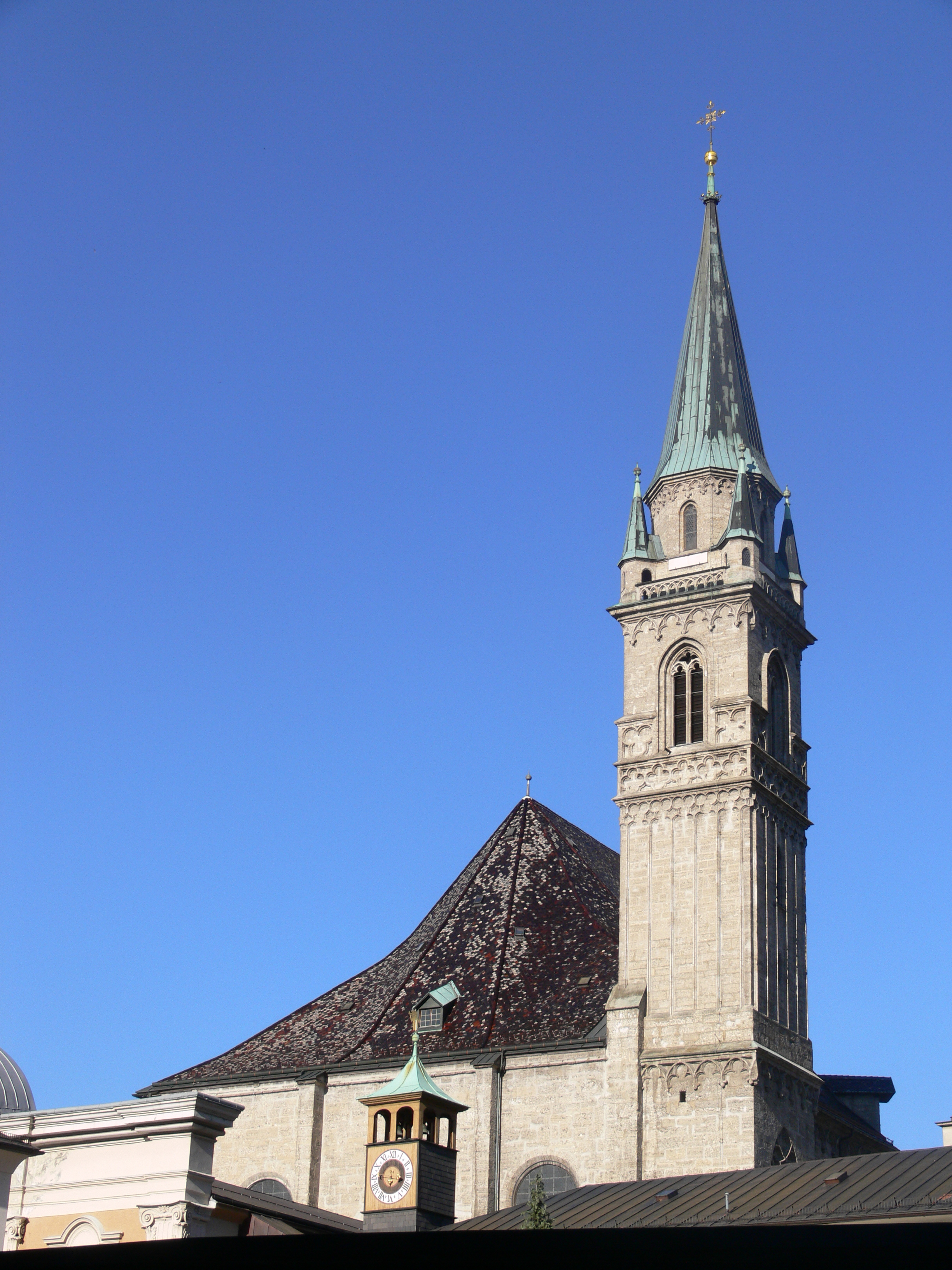
Clocher vu de l'ouest
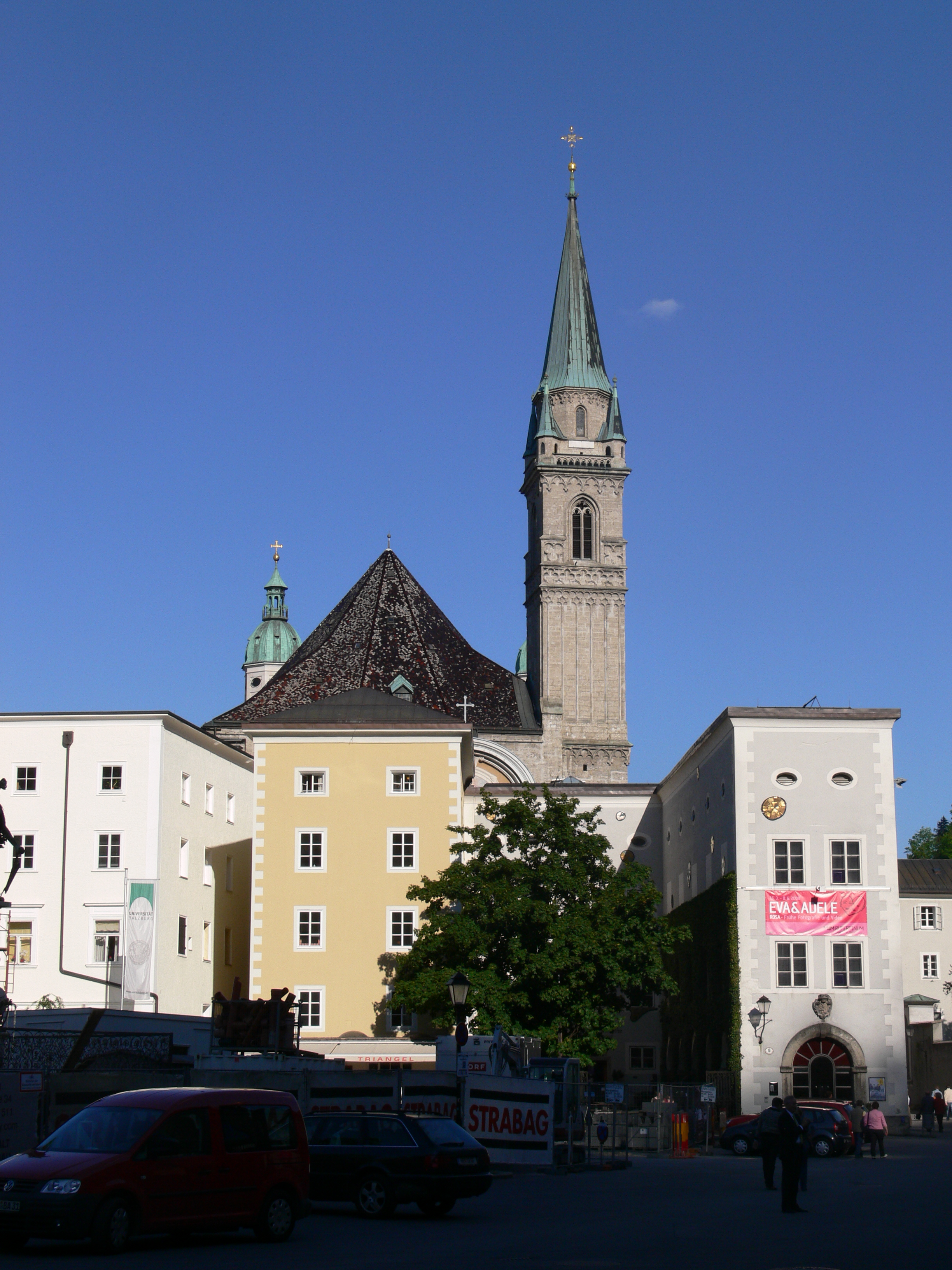
Tour de l'église
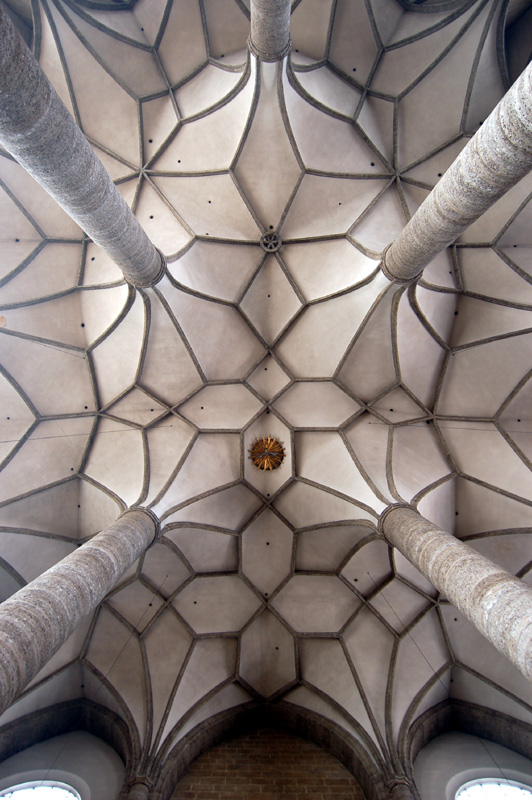
Détail du plafond
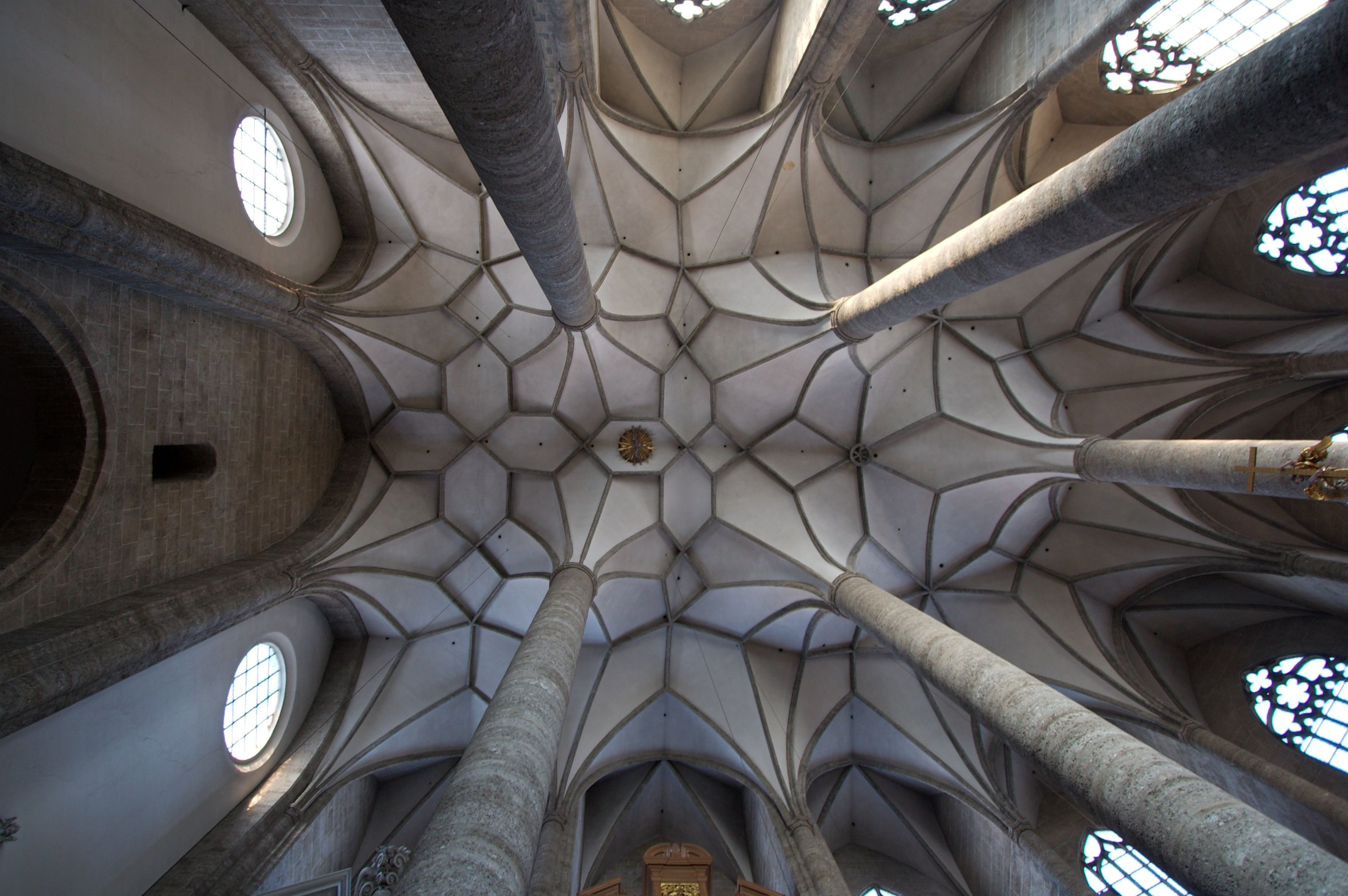
Voûte du chœur gothique
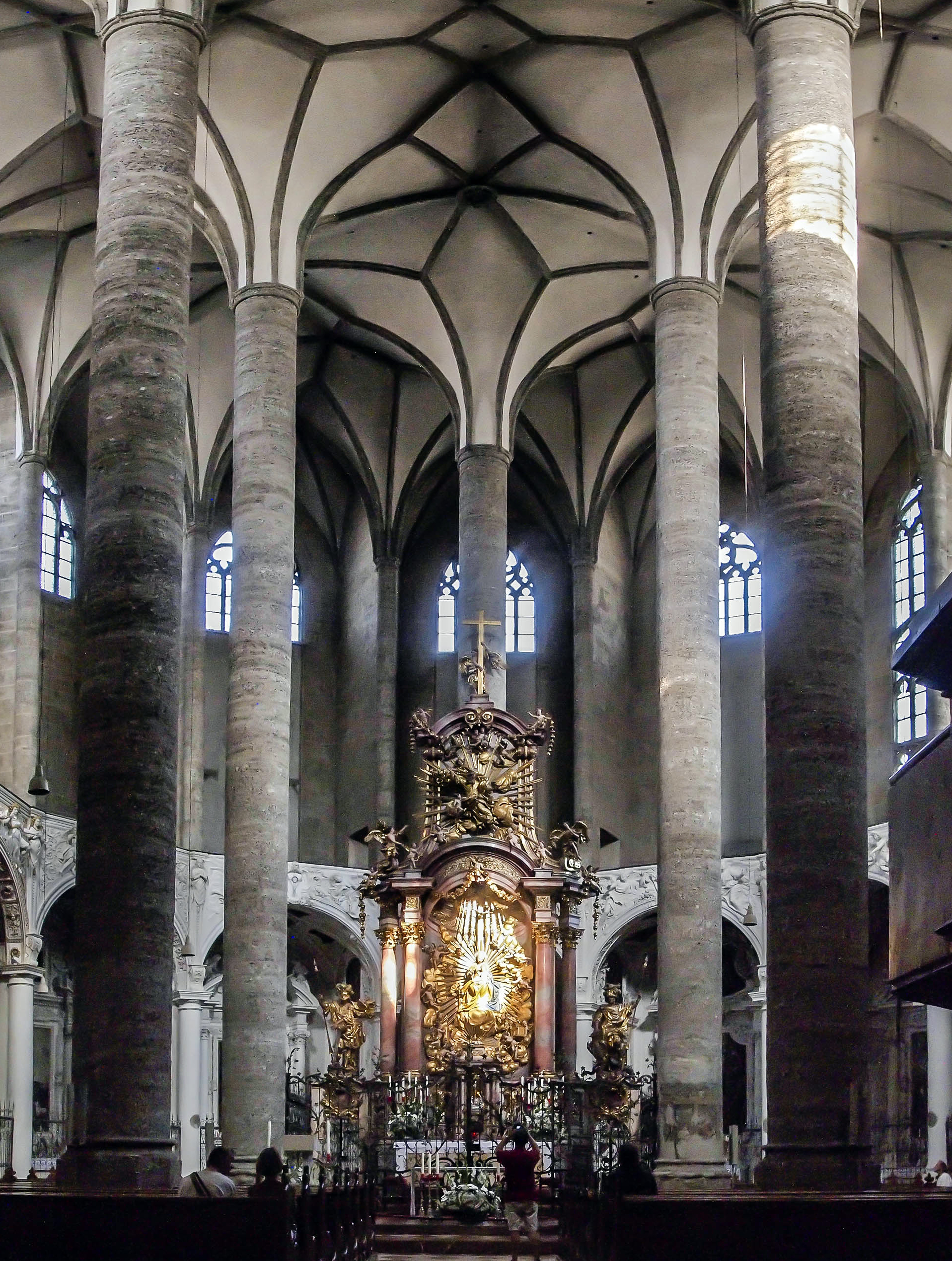
Maître-autel de Johann Bernhard Fischer von Erlach
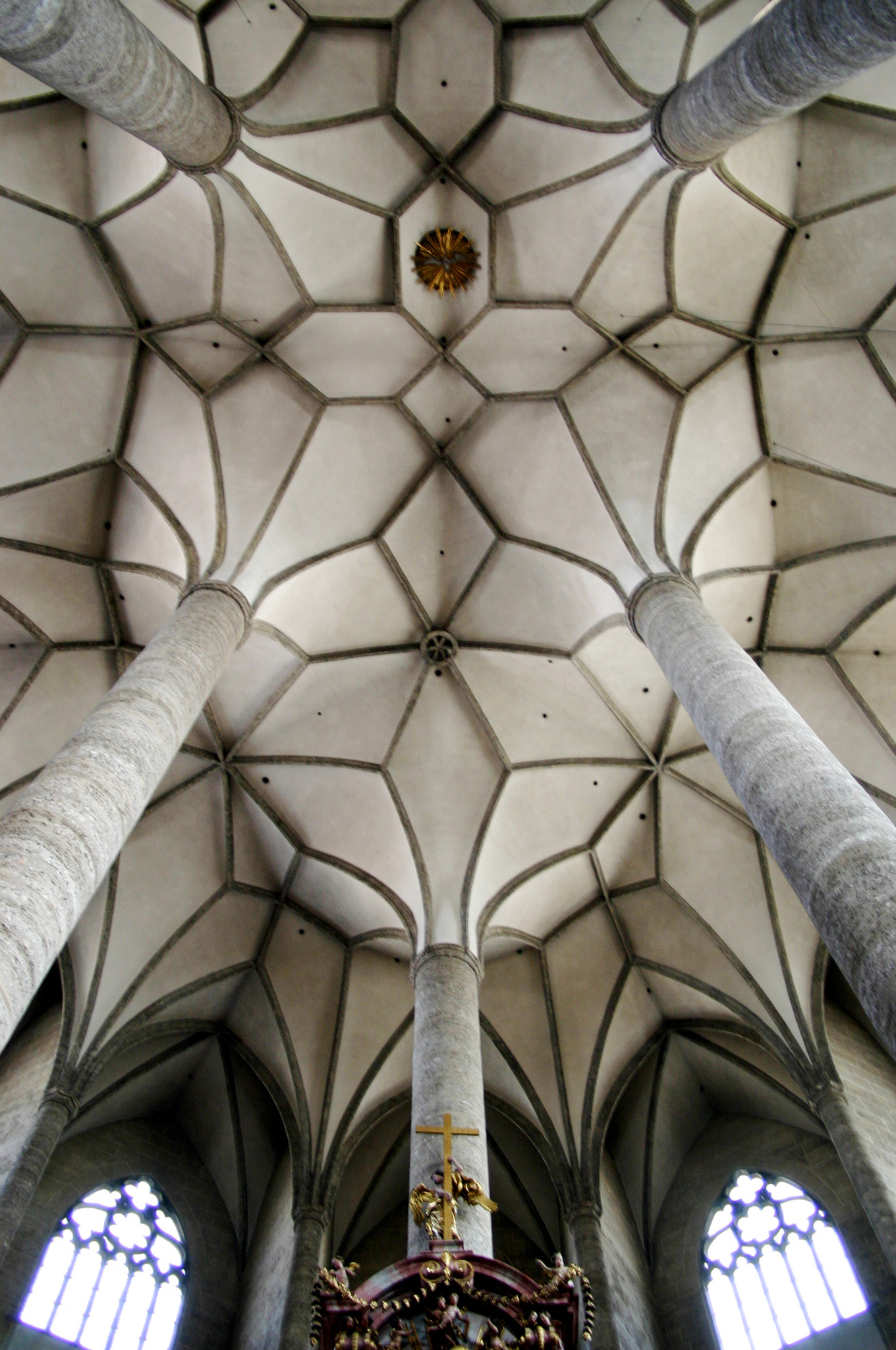
Voûte gothique
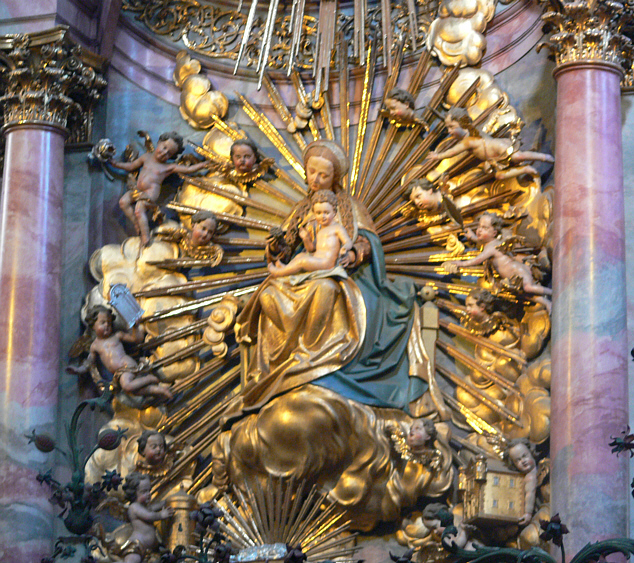
Maître-autel (détail)
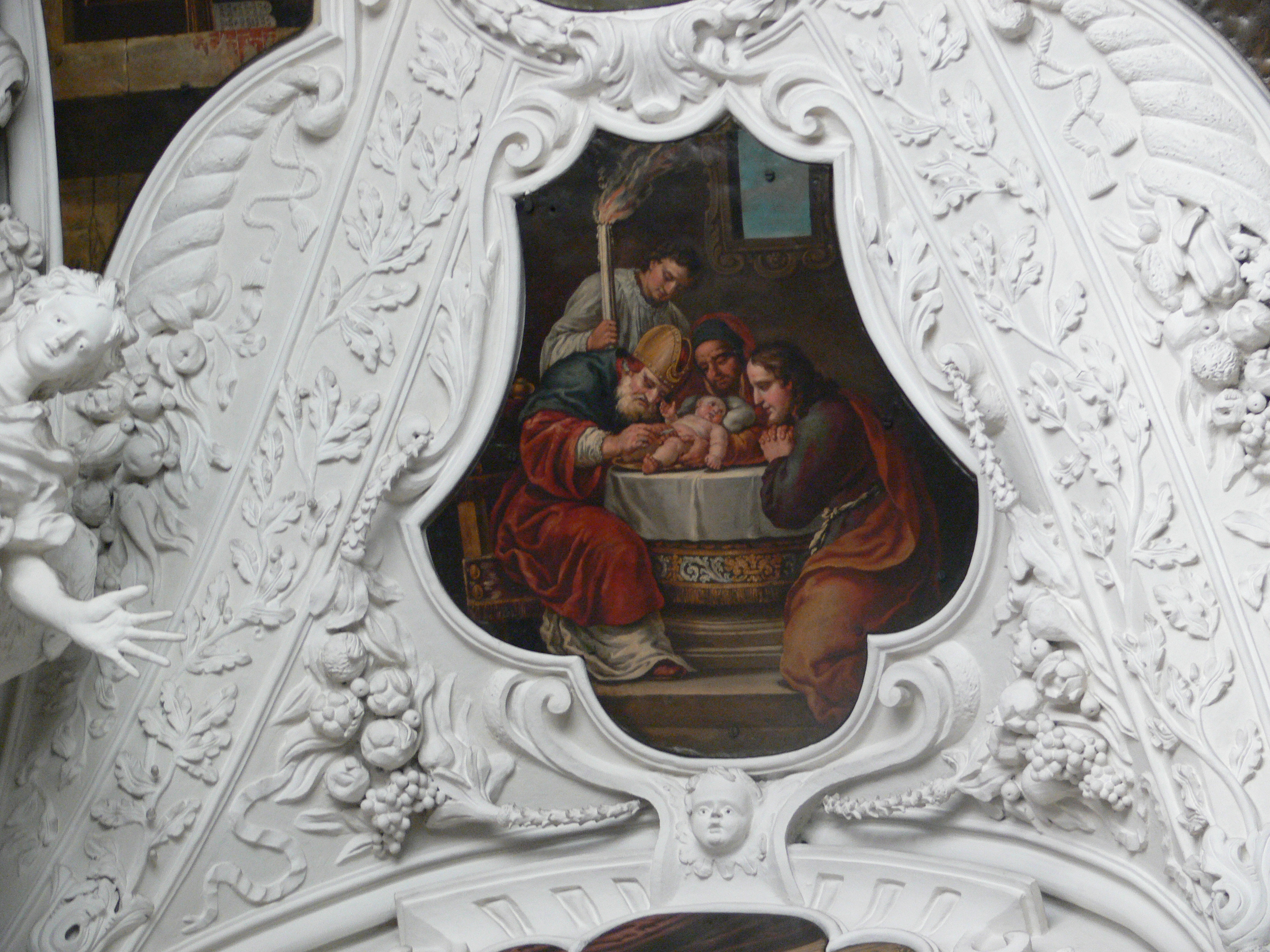
Chapelle de Joseph

## Source de traduction
- (en) Cet article est partiellement ou en totalité issu de l’article de Wikipédia en anglais intitulé « Franciscan Church, Salzburg » (voir la liste des auteurs).